# Франческо Морозіні
Франческо Морозіні (італ. Francesco Morosini) — 108-й венеційський дож у 1688—1694 роках. Представник аристократичного роду Морозіні. Провідний діяч Морейської війни з турками, відомий обстрілом Парфенону, що завдав храму великих пошкоджень, а також грабуванням історичних цінностей Греції.. Також уславився тим, що завжди одягався в червоне з голови до ніг і ніколи не виходив у бій без свого кота поруч.  

## Біографія
Належав до старовинного патриціанського роду. Третій син П'єтро Морозіні з гілки далла Банда («Сгуардоліні»), прокуратора Святого Марка, та Марії Морозіні. У віці одного року його мати потонула, намагаючись врятувати чоловіка, який упав у річку Брента, але в її смерті підозрювали П'єтро Морозіні. Розслідування ні до чого не призвели, і справу було закрито, але, можливо, цей епізод і подальші складні стосунки Франческо з його новою мачухою Лаурою Пріулі з 1627 року зародили в ньому бунтівний та військовий дух. Навчання здобув к коледжі Сан-Карло у Модені.
У серпні 1638 року поступив на флот, опинившись під командуванням троюрідного брата П'єтро Бадоера, адмірала у Криті. Невдовзі відзначився у битві при Валоні, де венеційці знищили флот алжирських й туніських піратів і фортецю Валона. 
10 червня 1640 року його підвищено до сопракоміто (командувача галери), де у складі флоту відзначився в боротьбі з алжирськими піратами. Під час війни за Кастро у 1643 році він брав участь у бойових діях проти папських позицій, зокрема в бомбардуванні Чезенатіко, Сенігаллії та Ріміні. З 1 жовтня 1645 року він командував великою галерою, а з 7 липня 1647 року — галерами з екіпажами, що складалися з осіб, засуджених до галерної служби.
На початку нової війни з Османською імперією 29 вересня 1647 року отримує посаду капітана Затоки (йому підкорявся флот у Верхній Адріатиці та Іонічному морі). Невдовзі атакував османський флот на о.Хіос, за цим знищив флот легких суден в порту ]]Чешме|Чесма]]. У 1650 році Франческо Морозіні взяв безпосередню участь у битвах за Крит. 10 липня 1651 року в складі венеційського флоту на чолі із Альвізе Моченіго відзначився у битві між островами Наксос і Лемнос. Після цього вступив у конфлікт з Моченіго, внаслідок чого втратив посаду на флоті. 25 лютого 1652 року призначається генерал-проведитором флоту. 14 квітня 1653 року обирається до Малої ради, але вже невдовзі повертається на флот, з якими діяв від Дарданелл до Кіклад, атакуючи скрізь османське узбережжя. 13 травня 1653 року у битві біля Дарданелл Морозіні командував 8 галерами, але венеційці зазнали поразки, а Альвізе Моченіго загинув. Також османський флот зміг відвоювати Тенедос і Лемнос, незважаючи на спроби протидії з боку Франческо Морозіні, що взяв на себе командування флотом. 
1655 року призначається генерал-проведитором сухопутних військ на Криті. У 1656 і 1657 роках у складі флоту на чолі із Лаццаро Моченіго брав участь у блокаді Дарданелл. Після загибелі Моченіго у 1657 році призначається генерал-капітаном моря. Влітку 1660 року спробував відвоювати Ханью за підтримки французького контингенту на чолі з Альмеріко д'Есте, але зазнав невдачі, наслідком чого стала втрата посади. 
Повертається до Венеції, де 31 жовтня 1660 року призначається подестою Падуї. 1661 року призначається генерал-проведитором Криту, але 1663 року переводиться на ту саму посаду у Фріулі, де відповідав за захист кордонів. У 1665—1666 роках заcідав у Малій раді.  
2 січня 1667 року втретє призначається проведитором (командувачем військ) на Криті. 1668 року великий візир Фазіл Ахмед Кепрюлю особисто взяв в облогу Кандію, де перебував Морозіні. 9 березня Морозіні здобув морську перемогу біля Криту, за що отримав титул кавалера ордена Святого Марка. Невдовзі йому прибув на допомогу французький підрозділ на чолі із Франсуа д'Обюссоном, якого на початку 1669 року замінив Філіпп де Монто-Бенак. 6 вересня 1669 року вимушен був капітулювати, але на почесних умовах: ті, хто вижив, змогли залишити місто з честю зброї та прапорів, зберігаючи свою артилерію. Морозіні вдалося врятувати архів (тепер знаходиться в соборі Санта-Марія-Глоріоза-дей-Фрарі) та ікону церкви Сан-Тіто (у базиліці Санта-Марія-делла-Салюте). 
19 вересня 1670 року після повернення до Венеції його звинуватили в боягузтві, державній зраді, непокорі та розкраданні військової скарбниці, проте після короткого судового розгляду його виправдали. Надалі залишився в армії. З 7 листопада 1671 року до 6 листопада 1672 року, потім з 18 липня 1676 року до 17 липня 1677 року, і знову з 23 січня 1683 року до 22 січня 1684 року обіймав посаду првоедитора армії. Він також був проведитором артилерії з 28 жовтня 1679 року до 27 жовтня 1680 року. З 31 грудня 1680 року до 30 грудня 1682 року був проведитором добродійного добробуту. 5 березня 1681 року його обрали одним із депутатів щодо укріплень у північноіталійських володіннях Республіки, де відвідав фортеці Песк'єра, Леньяго, Орзінуові та Крема. 15 липня 1683 року призначається генеральним проведитром Фріулі.
У січні 1684 року з початком війни з Османською імперією призначається генерал-капітаном моря. У червні того ж року біля Корфу він поповнив свій флот. 6 серпня того ж року захопив Санта-Мауру, 29 вересня — замок Бука. У 1685 році за допомогою Ганнібала фон Дегенфельда, що прибув з 3300 саксонцями, та маніотів вдалося захопити Корон, Зарнату, Каламату, Келаф, Пассавас, Ігумениця, о.Маратоніс. У 1686 року з 11 тис. найманцями прибув шведський маршал Отто Вільгельм Кенігсмарк, який допоміг року довоміг захопити нову і стару фортеці Наваріно, Модон, форт Аркадію, Аргос, Навліон, Пірей, острови Саламін, Егіна, Гідра. 

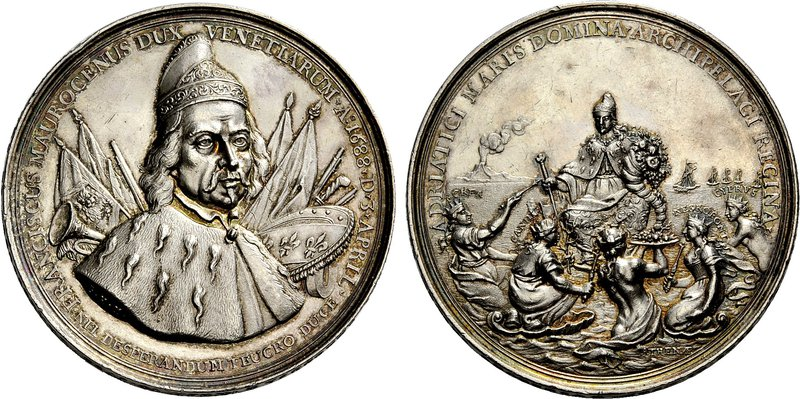
срібна медаль 1688 року на честь Франческо Морозіні на згадку про завоювання Мореї

1687 року було захоплено Патри, Ріо, Антіріо, Лепанто, Містр, Коринф, а до початку серпня було відвойовано увесь Пелопоннес. Його слава досягла таких висот, що йому присвоїли титул «переможця Пелопоннезького», ставши першим венеційським громадянином, бронзовий бюст якого за життя був встановлений у Великій залі Сенату. Потім Морозіні спробував захопити Афіни, при цьому 26 вересня під час бомбардування міста ядро влучило у Парфенон, який турки використовували як пороховий склад, спричинивши вибух й найбільші руйнування Парфенону за весь час існування. На початку 1688 року було захоплено Акрополь, де Франческо Морозіні 19 березня спробував зняти коней Афіни та Посейдона й колісниці Ніки із західного фронтону Парфенона, але скульптури впали на землю та розбилися. Морозіні відмовився від спроби видалити з храму подальші скульптури, а замість цього взяв кілька мармурових левів, у тому числі Пірейського лева, який дав гавані її середньовічну назву «Порто-Леоне», і який сьогодні стоїть біля входу в Арсенал
3 квітня 1688 року обирається дожем одноголосно у першому турі, хоча залишався на Пелопоннесі. Його віцедожами стали Джироламо Грімані та Лоренцо Донато. 1688 року взяв в облогу фортецю Негропонте, але здобути її не вдалося. У квітні 1689 року османські війська відвоювали Афіни. На честь цього отримав від папи римського Олександра VIII бласловений меч. Наприкінці 1689 року Морозіні здійснив невдалу спробу атакувати Монемвасію, передавши командування Джироламо Корнено, що зміг захопити місто лише 1690 року. 11 січня 1690 року після цього його похитнуте здоров'я змусило повернутися до Венеції. 25 листопада цього ж року він прикрасив свій родинний герб жезлами, мечами, савойськими хрестами, французькими ліліями, хвостами турецьких прапорів та вогнями затонулих галер. 
Влітку спроба венеційського флота захопити Крит виявилася невдалою. 25 листопада 1692 року обирається генерал-капітаном моря. У травні 1693 року очолив нову військову кампанію, де зміг спочатку захопити Саламін, Спецес та Гідра і перешкодив туркам завоювати Коринф. з підкорення Негропонту, але знову не зміг його захопити, при відступі захворів. Помер у Навплії 1694 року від лихоманки. Його внутрішні органи були поховані в церкві Святого Антонія в Нафпліоні, а тіло — в церкві Святого Стефана у Венеції. У своєму заповіті він залишив свій статок небожам за умови, що вони назавжди називатимуть усіх своїх дітей чоловічої статі Франческо. На його честь у Палаці дожів було встановлено велику мармурову арку. Ніні, кішку, яку Морозіні особливо любив, забальзамували разом з мишею між лапами. Вони зараз є експонатами Музею Коррер у Венеції.